# 9947 Takaishuji
9947 Takaishuji è un asteroide della fascia principale. Scoperto nel 1990, presenta un'orbita caratterizzata da un semiasse maggiore pari a 2,3321586 UA e da un'eccentricità di 0,2533612, inclinata di 21,85507° rispetto all'eclittica.